# ポコマム語
ポコマム語（ポコマムご、Poqomam）はグアテマラ東部のいくつかの町で話される言語。マヤ語族の大キチェ語群に属する。ポコムチ語と特に近い関係にあり、この2言語をポコム語群と称する。
ほかのマヤ諸語から地理的に離れたスペイン語地域の中に話者が点在しているため、言語をはじめ、民族文化を失いつつある。UNESCOの危機に瀕する言語の分類では「危険」(definitely endangered)とされる。

## 概要
ポコマム語の話者は歴史的にはラビナル盆地に住んでいたが、1250年ごろに東方に進出してきたキチェ族によって追い払われ、グアテマラ東部の、もとシンカが住んでいた土地に移動したと考えられている。
スペイン植民地時代にポコマム語は今のグアテマラ県、エスクィントラ県、ハラパ県、フティアパ県、および隣接するエルサルバドルのクスカトラン県で話されていた。
現在ポコマム語が話される地域はエスクィントラ県のパリン (Palín, Escuintla) 、ハラパ県のサン・ルイス・ヒロテペケ (San Luis Jilotepeque) とサン・カルロス・アルサタテ (San Carlos Alzatate) の3箇所が中心になっている。かつてグアテマラ県のチナウトラにもポコマム語の小さな中心地があった。
2005年のエスノローグ第15版ではポコマム語を3つの言語に分けていたが、2009年にこの区別は廃止された。

## 音声
ポコム語群はpʼを音素として持ち、両唇破裂音が p, pʼ, bʼ の3項対立になっている。同じ現象はユカテコ語群のすべて、チョル・ツェルタル語群のほとんどに見られ、地域特徴と考えられる。
歴史的なtz /ts/が摩擦音のsに変化している。喉頭化音のtzʼの方は変化していない。
母音では歴史的な長母音 ee oo が二重母音に変化している。

## 文法
ポコマム語はほかのマヤ語と同様に能格言語だが、大キチェ語群のうちでポコム語群のみは分裂能格現象があり、ポテンシャル・継続相において自動詞の主語がA型（能格）の人称接辞で標示される。
マヤ祖語以来の接中辞<h>を位置語根に加えた形の数分類詞が使われる。